# Districtul Chai Buri
Chai Buri (în thailandeză ชัยบุรี) este un district (Amphoe) din provincia Surat Thani, Thailanda, cu o populație de 23.347 de locuitori și o suprafață de 440,7 km².

## Componență
Districtul este subdivizat în 4 subdistricte (tambon), care sunt subdivizate în 37 de sate (muban).
| Nr. | Nume        | În thailandeză | Sate | Locuitori |
| --- | ----------- | -------------- | ---- | --------- |
| 1.  | Song Phraek | สองแพรก        | 9    | 5,040     |
| 2.  | Chai Buri   | ชัยบุรี           | 10   | 6,126     |
| 3.  | Khlong Noi  | คลองน้อย        | 10   | 6,217     |
| 4.  | Sai Thong   | ไทรทอง         | 8    | 5,964     |

||  
|}